# 日本歴史
『日本歴史』（にほんれきし）は、日本歴史学会が編集し、吉川弘文館が発行する日本史専門の月刊学術雑誌である。

## 概要
1946年（昭和21年）6月に創刊。創刊号から第2巻第1号（通巻第5号、1947年1月）までは日本歴史社から発行されていたが、その後、霞ケ関書房（第2巻第2号 - 第22号、1947年4月 - 1950年1月）→実教教科書（第23号 - 第27号、1950年4月 - 8月）→実教出版（第28号 - 第83号、1950年9月 - 1955年4月）と移籍したのち、第84号（1955年5月）から吉川弘文館が発行している。また、第14号（1949年3月）から日本歴史学会が編集している。
研究論文・書評のほかにも、新刊書案内・研究に関するエッセイや資料館や文化財のレポート、雑誌論文目録、学会消息などの内容で構成されている。
2000年（平成12年）には「日本歴史学会賞」が創設され、日本歴史研究の発展と研究者への奨励を行うため、本誌所載の論文より毎年一編を選定しその研究者の業績を顕彰している。